# Burgmühle Odenkirchen
Die Burgmühle Odenkirchen war eine Wassermühle mit einem unterschlächtigen Wasserrad am Oberlauf der Niers im Mönchengladbacher Stadtteil Odenkirchen im Regierungsbezirk Düsseldorf.

## Geographie
Die Burgmühle Odenkirchen hatte ihren Standort auf der rechten Seite der Niers, Zur Burgmühle 46, im Mönchengladbacher Stadtteil Odenkirchen. Oberhalb befand sich die Güdderather Mühle, unterhalb die Bottmühle Odenkirchen. Das Gelände, auf dem das Mühlengebäude steht, liegt auf einer Höhe von ca. 55 m über NN.

## Gewässer
Die Niers (GEWKZ 286) in ihrem alten Flussbett versorgte bis zur Flussbegradigung über Jahrhunderte zahlreiche Mühlen mit Wasser. Die Niers entspringt in Kuckum, einem Ortsteil der Stadt Erkelenz. Bis zur Mündung in die Maas bei Gennep (Niederlande) hat die Niers eine Gesamtlänge von 117,668 km und ein Gesamteinzugsgebiet von 1.380,630 km2. Die Quelle liegt bei 73 m ü. NN, die Mündung bei 9 m ü. NN. Die Pflege und der Unterhalt des Gewässers obliegt dem Niersverband.

## Geschichte
Die 1373 ersterwähnte Mühle war Teil der Burg Odenkirchen. Sie gehörte zur Herrschaft Odenkirchen und war zugleich Bannmühle für alle Bewohner. Die unterschlächtig betriebene Mühle war eine Getreide- und Ölmühle. 1689 wurde die Mühle im Bombardement eines Krieges Ludwig XIV. zerstört. 1701 brannte die Mühle ab und wurde in Stein erneuert. Im Zuge der Säkularisation kam die Mühle in Privatbesitz und wurde zu einer Baumwollspinnerei umgebaut. Nach einem weiteren Besitzerwechsel im Jahre 1889 wurde die Mühle modernisiert. So wurden eine Turbine und wenig später ein Elektroantrieb in Betrieb genommen. 1958 war der wirtschaftliche Druck der Großmühlen so stark, dass die Stilllegung der ältesten Mühle in Odenkirchen erfolgte. Zum Gedenken an die Burgmühle und die anderen Mühlen Odenkirchens wurde ein Denkmal mit Bronzeplaketten errichtet.

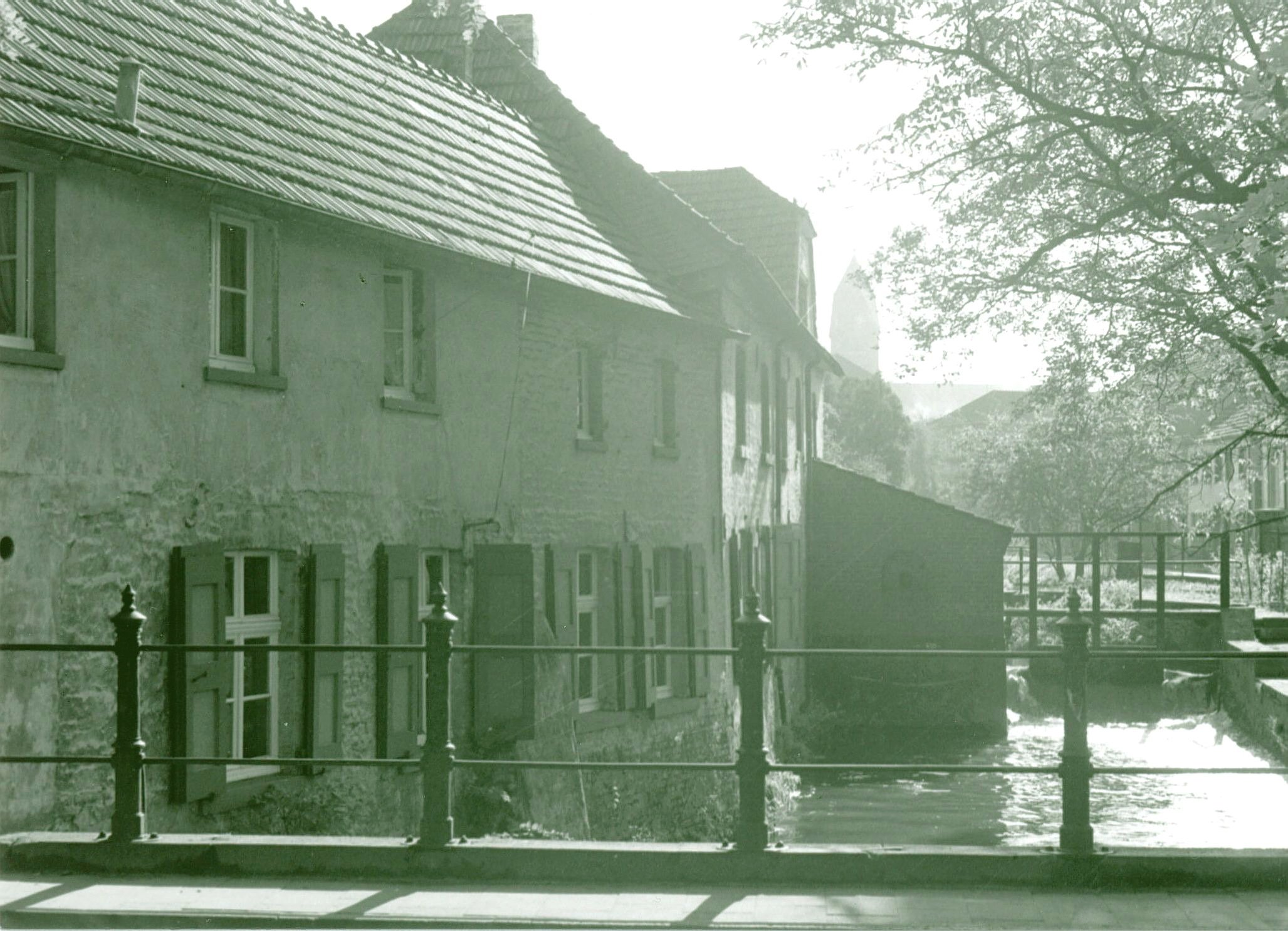
Die Burgmühle Odenkirchen im Jahre 1963
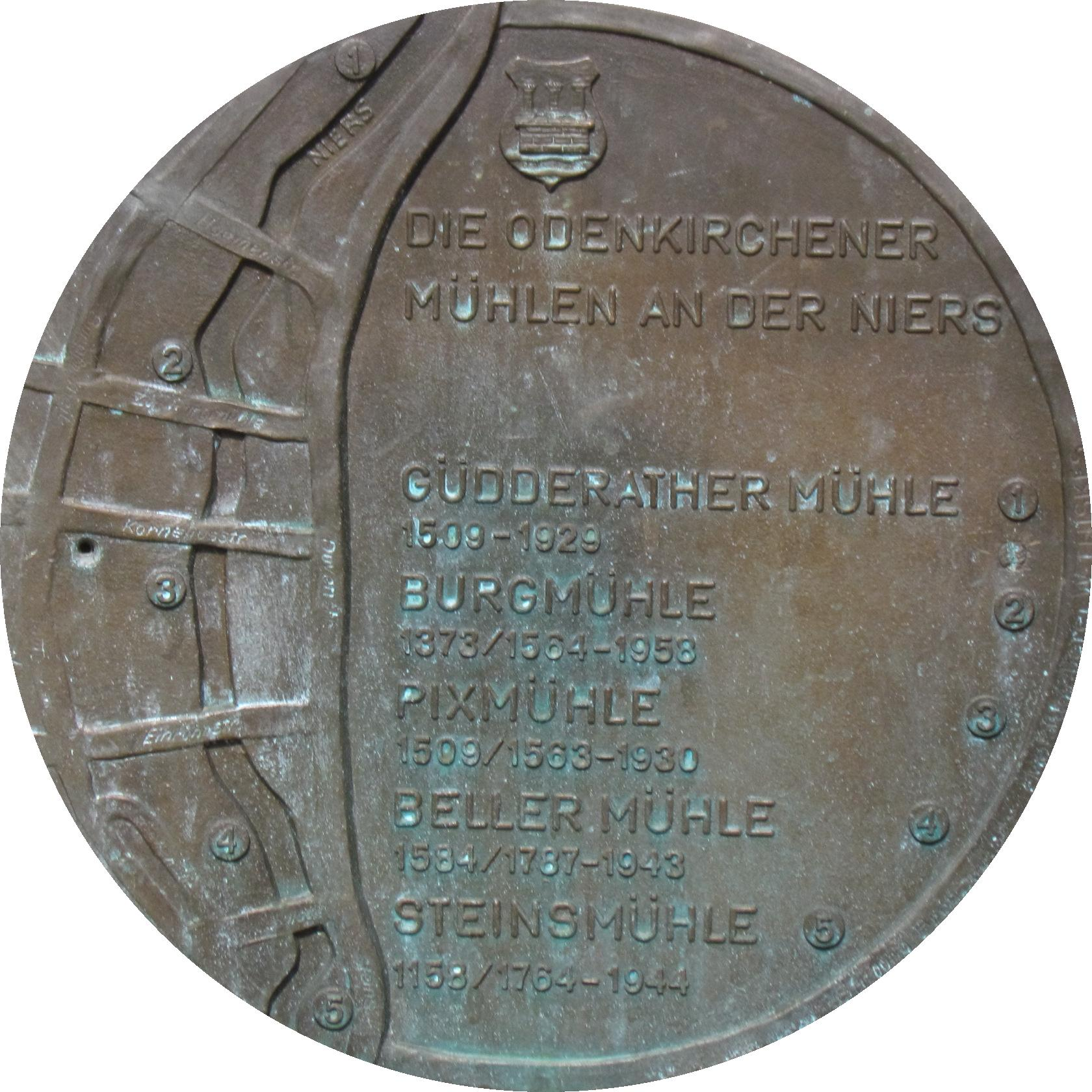
Die Odenkirchener Mühlen an der Niers
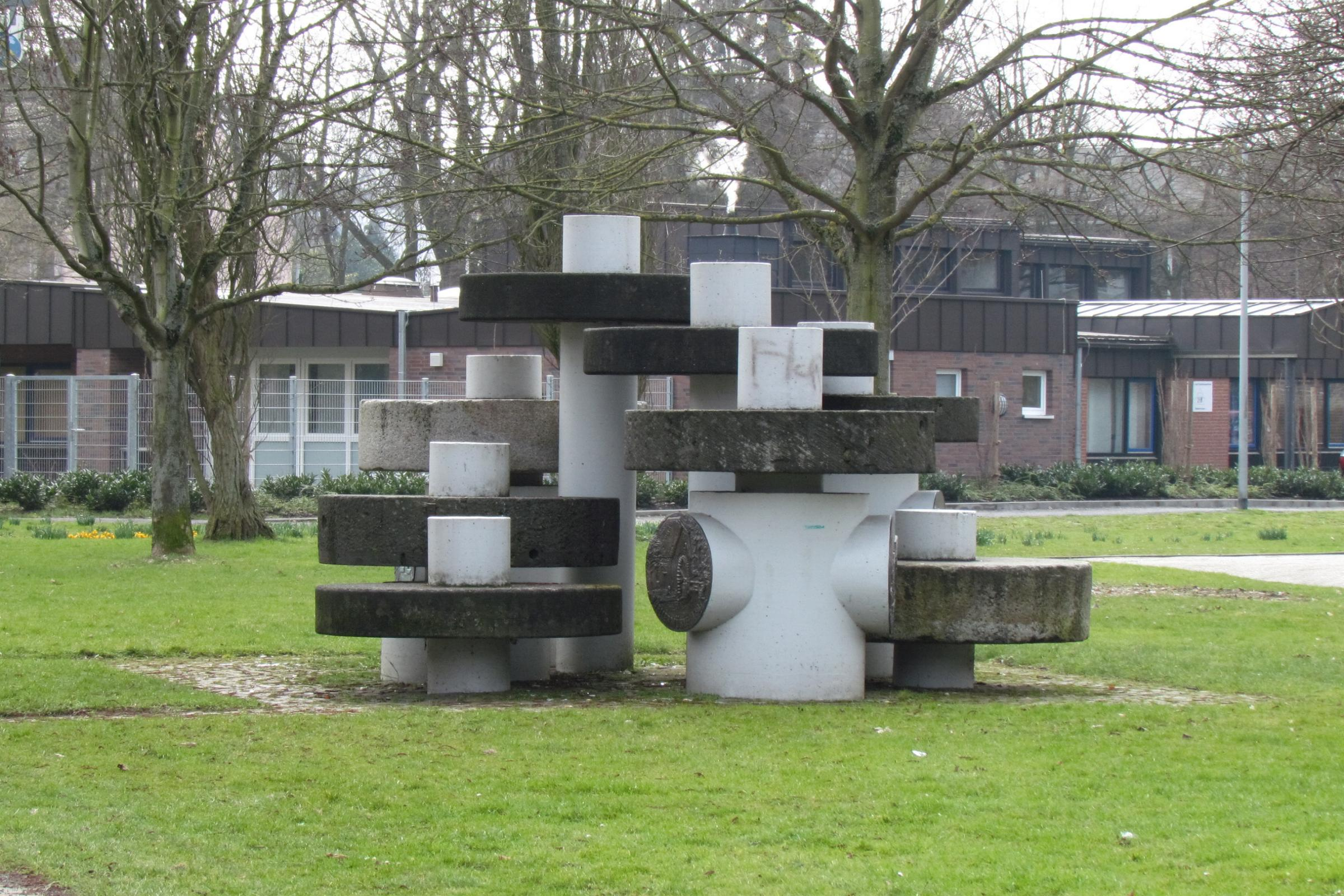
Mühlendenkmal am Standort der Burgmühle
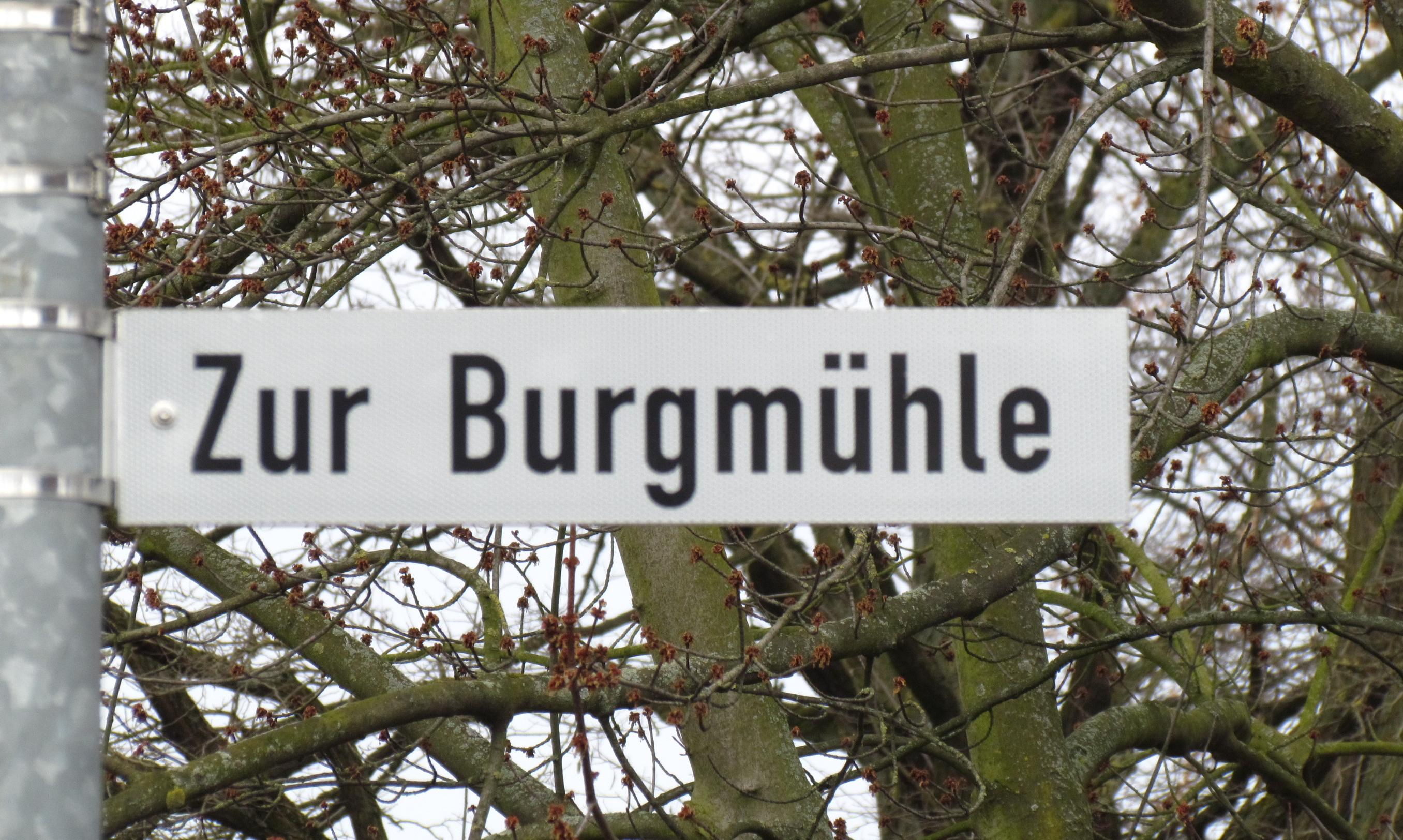
Straßenbezeichnung Zur Burgmühle
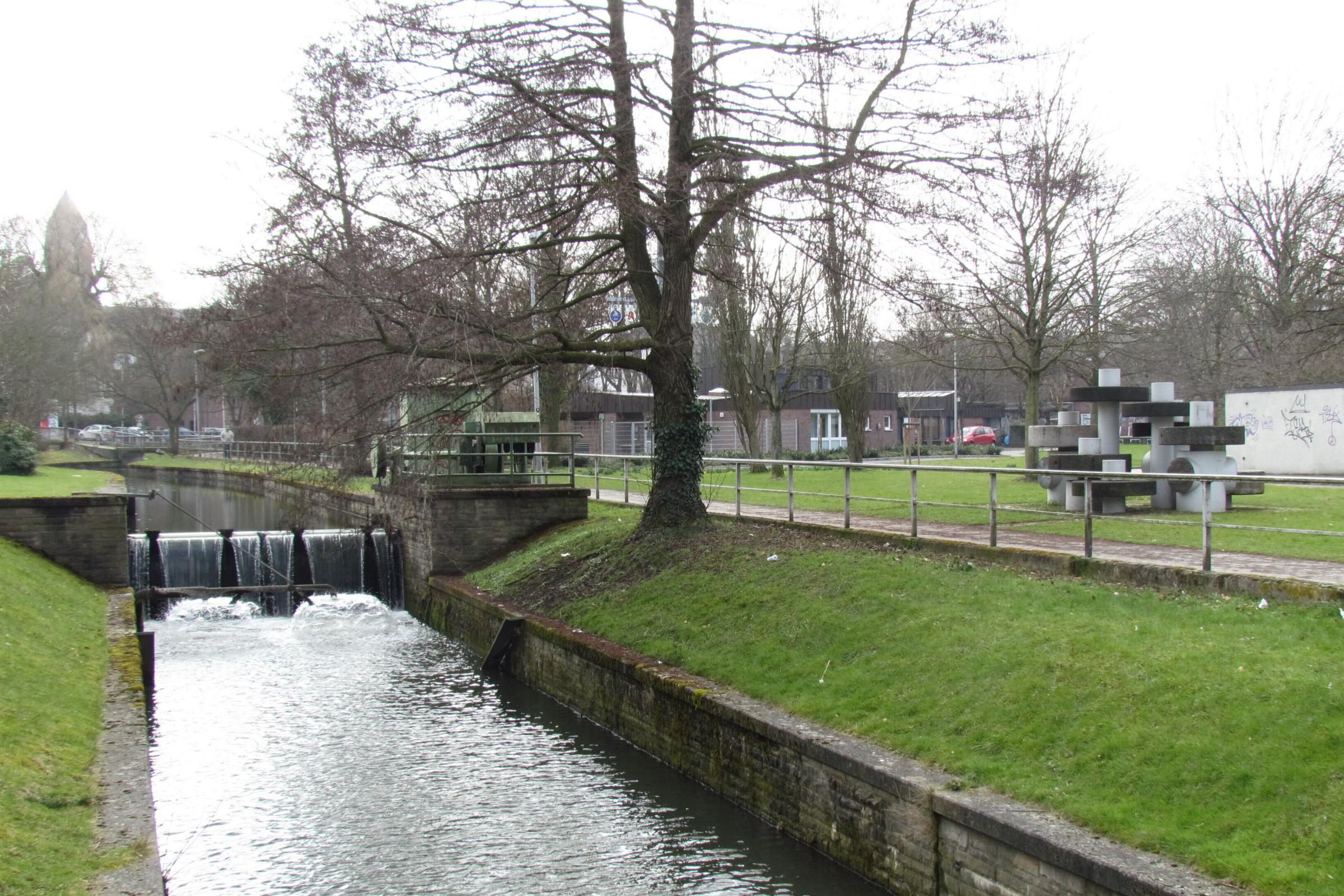
Niers und Mühlendenkmal
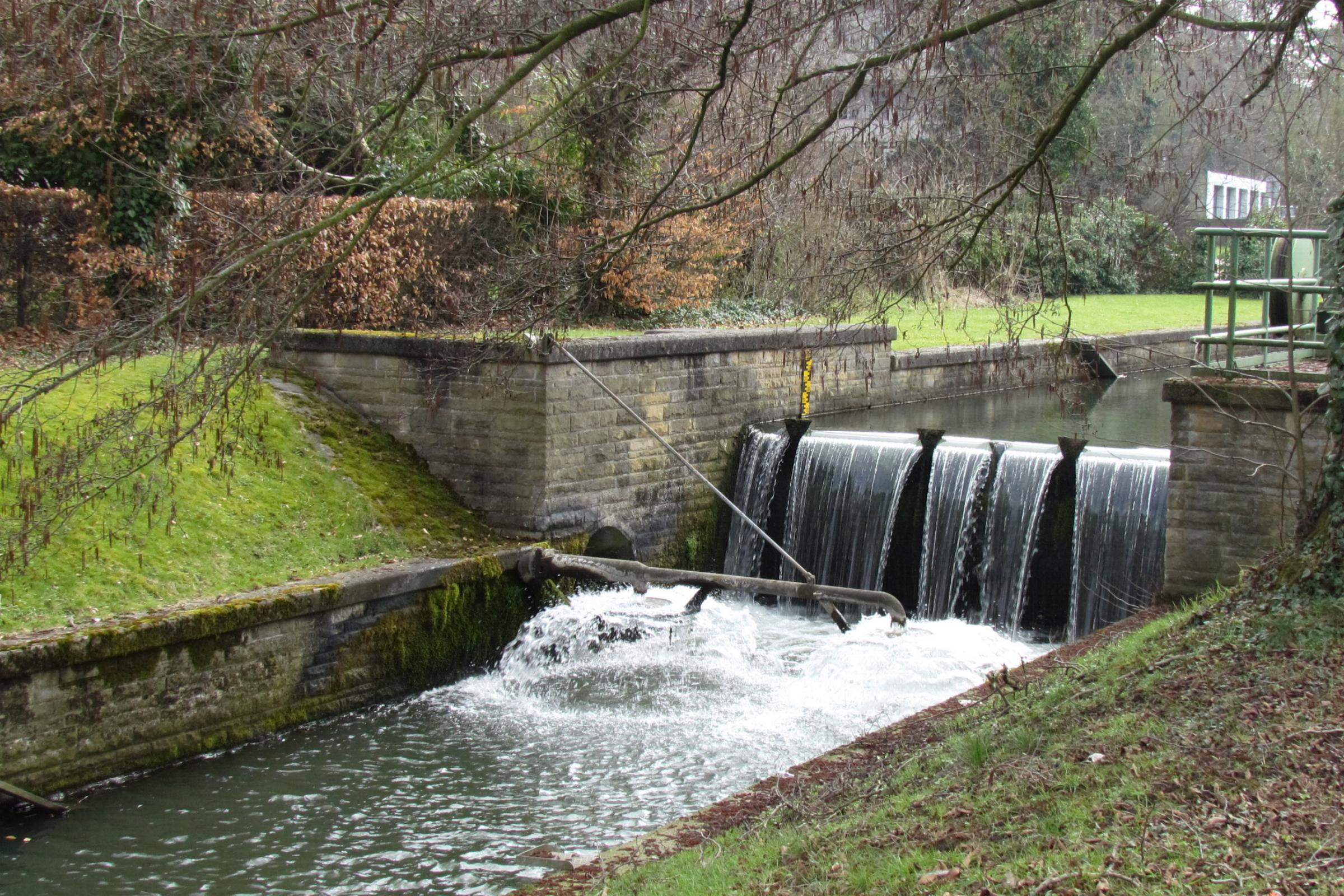
Stauwehr an der Burgmühle
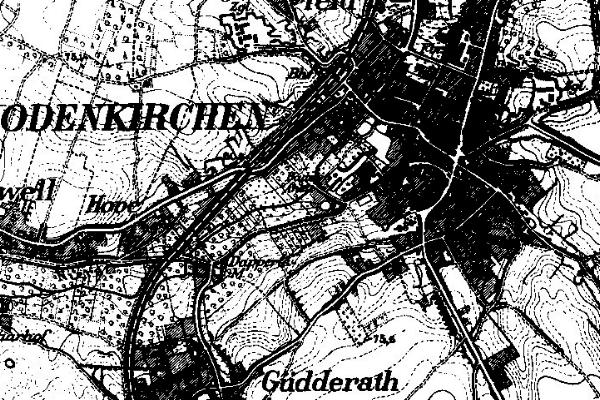
Odenkirchen auf der Karte Neuaufnahme von 1912
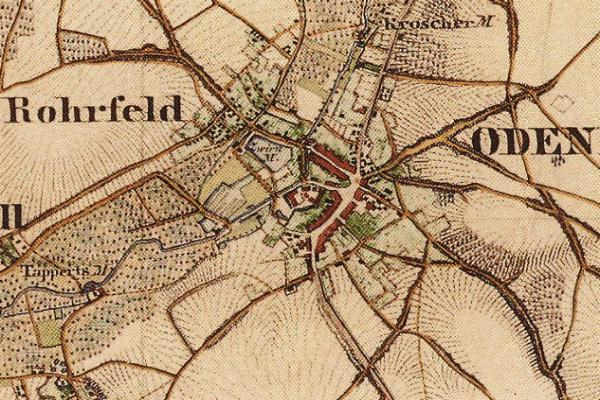
Die Ortslage Odenkirchen auf der Urkatasterkarte von 1846
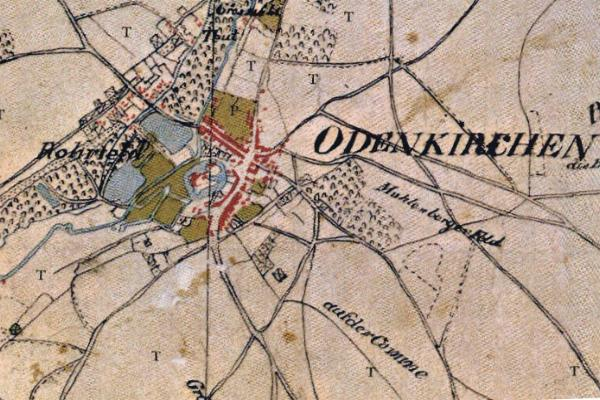
Odenkirchen auf der Tranchotkarte 1803–1820